# Sagittale sulcus
Den indre overflade af squama frontalis på pandebenet er konkav og præsenterer i den øvre den af den midterste linje en vertikal rille, den sagittale sulcus, kanterne på hvilke der mødes under for at danne en kam, den frontale kam.
Den er også en del af issebenet og nakkebenet.